# 詹金斯號驅逐艦 (DD-42)
詹金斯號驅逐艦（舷號DD-42）是一艘隸屬於美國海軍的驅逐艦，為保爾丁級驅逐艦的21號艦。她是美軍第一艘以詹金斯為名的軍艦，以紀念美國內戰時期的海軍少將方頓·詹金斯（Thornton A. Jenkins）。
詹金斯號在1911年於巴斯鋼鐵廠開始建造，在1912年下水服役。接著詹金斯號留在大西洋及加勒比海執勤，並在坦皮科事件後協助美軍入侵韋拉克魯斯。美國參與第一次世界大戰後，詹金斯號到愛爾蘭海域，掩護協約國商船。戰後詹金斯號在1919年退役，並在1935年除籍，按倫敦海軍條約出售拆解。